# Christian Zentner
Christian Zentner (* 6. Februar 1938 in Berlin; † 5. Februar 2023) war ein deutscher Historiker,  Journalist und Sachbuchautor.
Der Sohn des Publizisten Kurt Zentner studierte Sozialwissenschaften und promovierte 1966 bei Clemens August Andreae an der Universität München mit einer Studie zu Georg Leber und dessen Bedeutung für die deutsche Gewerkschaftsbewegung sowie die Sozialdemokratische Partei Deutschlands. In den 1970er Jahren war er Chefredakteur der im Hamburger John Jahr Verlag erschienenen Zeitschriftenreihen Das III. Reich und Der III. Weltkrieg. Nach dem Tod seines Vaters 1974 führte er dessen Buchreihen zum „Dritten Reich“ und Zweiten Weltkrieg fort. Der Historiker Harald Steffahn (1930–2018) arbeitete an Zentners Illustrierte Geschichte der Ära Adenauer (1984) mit.
Christian Zentner lebte in Grünwald bei München. Er starb im Februar 2023, einen Tag vor seinem 85. Geburtstag.

## Schriften (Auswahl)
- Das Verhalten von Georg Leber analysiert unter dem Aspekt seiner machtpolitischen Bedeutung für die deutsche Gewerkschaftsbewegung und die Sozialdemokratische Partei Deutschlands. V. Hase u. Koehler, Mainz 1966 (zugl. Diss. Uni München).
- Die Kriege der Nachkriegszeit. Eine illustrierte Geschichte militärischer Konflikte seit 1945. Südwest-Verlag, München 1969.
- Deutschland 1870 bis heute. Bilder und Dokumente. Südwest-Verlag, München 1970, ISBN 3-517-00006-X.
- Zentners illustrierte Weltgeschichte. Südwest-Verlag, München 1972, ISBN 3-517-00402-2.
- Soldaten im Einsatz. Die Deutsche Wehrmacht im Zweiten Weltkrieg. Hamburg, Jahr Verlag, 1977.
- Geschichtsführer in Farbe. Weltgeschichte in Bildern, Daten, Fakten. Deutsche Buch-Gemeinschaft, Berlin 1980.
- Schlacht um England. Die Bombardierung Coventrys am 14./15. November 1940. Daten, Bilder, Dokumente. Ullstein Verlag, Frankfurt am Main 1980, ISBN 3-548-33053-3.
- Illustrierte Geschichte des Dritten Reiches. Völlig neu bearbeitete Ausgabe. Südwest-Verlag, München 1983, ISBN 3-517-00795-1.
- Illustrierte Geschichte des Zweiten Weltkriegs. Völlig neu bearbeitete Ausgabe. Südwest-Verlag, München 1983, ISBN 3-517-00762-5.
- Der Nürnberger Prozess. Dokumentation, Bilder, Zeittafeln. Delphin-Verlag, München 1984, ISBN 3-7735-2513-3.
- Herausgeber mit Friedemann Bedürftig: Das grosse Lexikon des Dritten Reiches. Südwest-Verlag, München 1985, ISBN 3-517-00834-6.
- Große Geschichte des Dritten Reichs und des Zweiten Weltkriegs (10 Bände). Naturalis-Verlag, München 1989.
- Illustrierte Geschichte des Ersten Weltkriegs. Bechtermünz, Eltville 1990, ISBN 3-927117-58-7.
- Bildatlas östliches Europa. Geographie, Kultur, Politik, Wirtschaft. Südwest-Verlag, München, 1990.
- Adolf Hitlers Mein Kampf. Eine kommentierte Auswahl. 7. Auflage. List, München 1991, ISBN 3-471-66533-1.
- Das grosse Buch der Olympischen Spiele. Copress-Verlag, München 1995, ISBN 3-7679-0460-8.
- Adolf Hitler. Chronik 1889–1945. Aufstieg und Untergang. Otus, St. Gallen 2005, ISBN 3-907194-15-2.
- Chronik Zweiter Weltkrieg. Otus, St. Gallen 2007, ISBN 978-3-907200-56-8.
- Zentners illustrierte Chronik – Deutsche Automobile von 1945 bis heute. Otus, St. Gallen 2007, ISBN 978-3-907200-53-7.
- Wir sind ein Volk – 20 Jahre Mauerfall. Renningen, 2009.
- Zentners illustrierte Chronik – Ruhrgebiet von den Anfängen bis heute. Otus, St. Gallen 2010, ISBN 978-3-905851-31-1.